# 昭化城墙
昭化城墙，位于中国四川省广元市昭化区昭化镇。昭化城墙现存长度300余米及三座城门。文物遺址年代判定為清。1996年9月16日公佈為四川省第四批省級文物保護單位。

## 历史
昭化城墙，明代之前为土城。明天顺年间（1457-1464年），改以砖石结构，高10米，厚4米，设四门。清乾隆三十一年（1766年）至乾隆三十六年（1771年），重修城墙，周长1606.8米，高5米，四门仍旧。其后因防洪需要，封闭南门。

## 形制
昭化城墙原长1525米，现存324米，后复建636米。明代有四座城门，东为瞻凤门、西为临清门、北为拱级门，南为临江门。清代封闭南门，东西二门更名为迎凤门和临川门。三门留存至今。